# Kuo jü
A Kuo jü a Nyugati Csou (Zhou)-dinasztia fejedelemségeinek történetét tárgyalja az i. e. 966 és az i. e. 451 közti időszakban. Magyarul esetenként Az államok beszélgetéseinek, vagy A fejedelemségek történetének fordítják. Szerzőségét a hagyomány a kb. az i. e. 5. században működött Co Csiu-ming (Zuo Qiuming)nak tulajdonítják, bár aligha egyetlen ember műve, valamikor az i. e. 5-4. században íródhatott. A kínai elbeszélő próza kezdeteinek egyik legelső emléke, a konfuciánus történelemszemlélet egyik legkorábbi megnyilvánulása, a tárgyalt időszak fontos történeti forrása.

## Háttere

### Szerzősége és keletkezési kora
A történeti hagyomány a Kuo jü (Guo yu) szerzőségét Co Csiu-ming (Zuo Qiuming)nak 左丘明 tulajdonítja, akinek a nevéhez még a híres történeti kommentár, a Co csuan (Zuo zhuan) is fűződik. Valamikor az i. e. 5. században élhetett, Konfuciusz kortársa és Lu állam udvari írnoka volt. A modern filológia kutatások alapján azonban megállapítható, hogy a mű fejezetei más és más időpontba keletkeztek, így aligha lehet egyetlen ember keze munkája. A keletkezési ideje valamikor i. e. 5 század vége és az i. e. 4. század eleje közé tehető.

## Tartalma
A mű az alábbi táblázatba szereplő nyolc, a Csou (Zhou)-dinasztia idején létezett fejedelemség fejedelmeinek és minisztereinek mondását, történeteit tartalmazza, összesen 21 fejezetben és 240 elkülöníthető tételben.
| # | Kínaiul | Átírás              | Fordítás                              | Fejezetek száma | Keletkezésének ideje          |
| - | ------- | ------------------- | ------------------------------------- | --------------- | ----------------------------- |
| 1 | 周語    | Csou jü (Zhōu yǔ)   | Csou (Zhou) fejedelemség történetei   | 3               | i. e. 431.                    |
| 2 | 魯語    | Lu jü (Lǔ yǔ)       | Lu fejedelemség történetei            | 2               | i. e. 384 és i. e. 336 között |
| 3 | 齊語    | Csi jü (Qí yǔ)      | Csi (Qi) fejedelemség történetei      | 1               | i. e. 431 és i. e. 384 között |
| 4 | 晉語    | Csin jü (Jìn yǔ)    | Csin (Jin) fejedelemség történetei    | 9               | i. e. 384 és i. e. 336 között |
| 5 | 鄭語    | Cseng jü (Zhèng yǔ) | Cseng (Zheng) fejedelemség történetei | 1               | i. e. 314 után                |
| 6 | 楚語    | Csu jü (Chǔ yǔ)     | Csu (Chu) fejedelemség történetei     | 2               | i. e. 431.                    |
| 7 | 吳語    | Vu jü (Wú yǔ)       | Vu (Wu) fejedelemség történetei       | 1               | i. e. 431 és i. e. 384 között |
| 8 | 越語    | Jüe jü (Yuè yǔ)     | Jüe (Yue) fejedelemség történetei     | 2               | i. e. 384 után                |